# Neokatechumenaler Weg
Der Neokatechumenale Weg, auch Neo-Katechumenaler Weg (NKW) oder Neokatechumenat genannt, ist eine zu den neuen geistlichen Gemeinschaften gerechnete Gruppierung in der römisch-katholischen Kirche, die ein spezielles (Neu-)Katechumenat zur (Wieder-)Einführung bereits getaufter Erwachsener in den christlichen Glauben anwendet. Die Mitglieder werden kurz auch Neos oder Kikos (nach dem Begründer Kiko Argüello) genannt. Die Bewegung versteht ihre Methode als „Itinerarium“, also als Bildungsweg zur Glaubensunterweisung. Dabei steht nicht die Vermittlung von Glaubenswissen, sondern persönliche Glaubenserfahrung im Mittelpunkt. Ziel des Wegs ist es, schon im Diesseits eine evangelisierte, geistlich geprägte Welt zu verwirklichen und die persönliche Glaubenserfahrung durch Mission weiterzutragen. Dafür werden auf dem Neokatechumenalen Weg kleine Gemeinschaften gebildet, die nach ihrem Selbstverständnis „wie die Heilige Familie von Nazaret (…) in Demut, Einfachheit und Lobpreis leben“.
Der Neokatechumenale Weg wurde 1964 von Kiko Argüello, Carmen Hernández und dem Ordenspriester Mario Pezzi in Madrid initiiert und steht nach eigenem Verständnis „im Dienst des Bischofs als eine der diözesanen Durchführungsweisen der christlichen Initiation und der ständigen Glaubenserziehung“. Bis zum Ende der 1990er Jahre besaß die Bewegung keine juristisch fixierte Satzung, sondern wurde hierarchisch allein durch die Weisungen der Gründer und Länderverantwortlichen (sogenannter Itineranten) geführt. Das um die Jahrtausendwende auf Druck des Vatikans erarbeitete Statut des Neokatechumenalen Wegs wurde am 11. Mai 2008 vom Heiligen Stuhl kirchenrechtlich endgültig approbiert.

## Geschichte

### Gründung

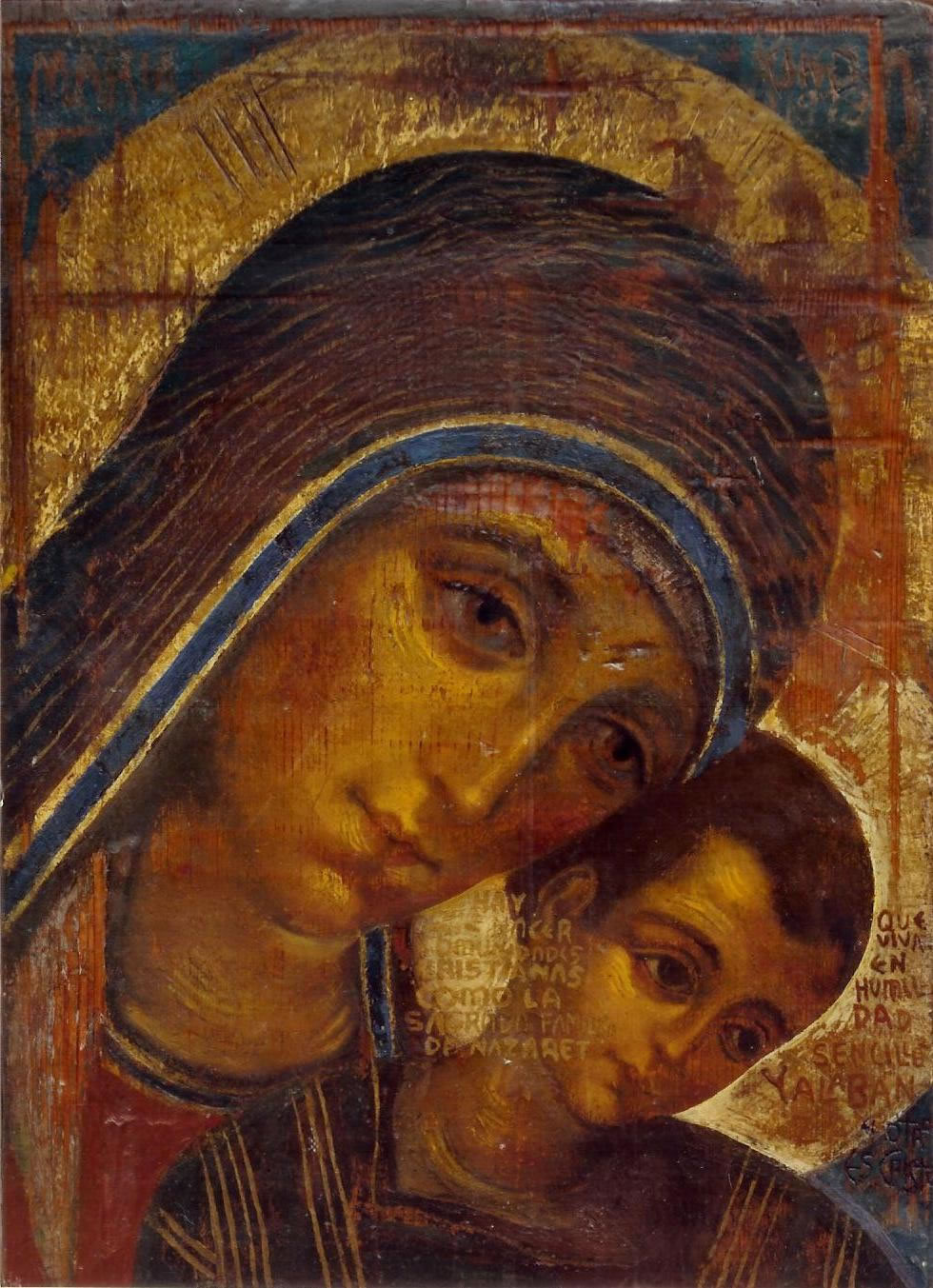
Ikone von Kiko Argüello mit dem Motto des Neokatechumenalen Wegs:
“Hay que hacer comunidades cristianas como la Sagrada Familia de Nazaret, que vivan en humildad, sencillez y alabanza. El otro es Cristo.”

Das Jahr 1964 wird üblicherweise als Gründungsjahr des Neokatechumenalen Wegs betrachtet. Damals begannen Kiko Argüello und Carmen Hernández in den Barackensiedlungen von Palomeras Altas im Bezirk Vallecas im Süden von Madrid mit der Glaubensverkündigung. In Anlehnung an die modernere theologische Terminologie der Konzilszeit nannten sie den Kern ihrer Verkündigung „Kerygma“, die Botschaft des Evangeliums. Ihre Methode beschrieben sie als sogenannten „Dreifuß“, der die konstitutiven Elemente „Wort Gottes“, „Liturgie“ und „Gemeinschaft“ enthält. Der damalige Erzbischof von Madrid, Casimiro Morcillo González, unterstützte das Unternehmen, sodass sich die Gruppe in Madrid und anderen spanischen Diözesen langsam ausbreitete. Im November 1968 zogen Kiko Argüello und Carmen Hernández nach Rom in den Stadtteil Borghetto Latino und begannen mit Unterstützung des damaligen Generalvikars von Rom, Angelo Dell’Acqua, mit Katechesen in der Pfarrei Nostra Signora del Santissimo Sacramento e Santa Martiri Canadesi.
Ursprünglich hatte die heute als Neokatechumenaler Weg bezeichnete Gruppierung keinen Namen; oft wurde jedoch der Begriff Kiko-Familien benutzt. Unter Berufung auf Papst Paul VI., der die Kiko-Gruppen in einer Audienz 1974 als „Frucht des Konzils“ bezeichnete und ihre katechetische Arbeit lobte, nannte die Gruppe ihren Weg ab 1972 „Neo-Katechumenat“, wobei sich der Name an der Forderung der Liturgiekonstitution des Zweiten Vatikanischen Konzils orientiert, ein mehrstufiges Katechumenat für Erwachsene wiederherzustellen. Als „Katechumenat“ bezeichnet die Kirche eigentlich die Ein- und Unterweisung der (erwachsenen) Taufbewerber („Katechumenen“) in den christlichen Glauben vor ihrer Taufe. Die Vorsilbe „Neo-“ soll die Intention des „Wegs“ verdeutlichen, die als Kind nur unbewusst erlebte Taufe und die im Verständnis der Bewegung deshalb bei der Masse der Gläubigen fehlende Ein- und Unterweisung in die Tragweite der christlichen Glaubensbotschaft und -entscheidung nachzuholen und den persönlichen Glauben auf diese Weise wiederzuentdecken und zu erneuern.
Als charismatische Führungsgestalt sieht sich Argüello selbst im Auftrag der Mutter Gottes handelnd, die ihm die Weisung gegeben haben soll, christliche Gemeinschaften nach dem Vorbild der Heiligen Familie von Nazaret zu gründen: „Man muss christliche Gemeinschaften wie die Heilige Familie von Nazaret schaffen, die in Demut, Einfachheit und Lobpreis leben. Der andere ist Christus.“ Dieser Satz ist auf der Ikone des Neokatechumenalen Wegs zu lesen, die Argüello, der von Beruf Ikonenmaler ist, zu Ehren der Heiligen Gottesmutter Maria anfertigte.

### Ausbreitung und kirchenrechtliche Anerkennung
Seit Gründung des Neokatechumenalen Wegs hat sich die Gruppierung weltweit etabliert und ausgebreitet, oft mit Unterstützung namhafter kirchlicher Würdenträger. Nach Deutschland soll der Neokatechumenale Weg laut Eigendarstellung in den 1970er Jahren mit Unterstützung des damaligen Theologieprofessors Joseph Ratzinger gekommen sein, des späteren Glaubenspräfekten und Papstes Benedikt XVI. Ratzinger ist allerdings auch als Kritiker der Bewegung bekannt geworden und hat ihre Anerkennung in seinem Pontifikat als Papst gebremst, weil die liturgischen Abwandlungen und Eigenriten der Neokatechumenalen dem Liturgieverständnis Ratzingers grundsätzlich widerstrebten. Eine große Rolle für die kirchliche Anerkennung und Bedeutung der Kikos spielte ihre ausgeprägte Berufungspastoral und die in den Augen vieler kirchlicher Amtsträger zukunftsträchtige Bedeutung für die Sicherung des Priester- und Ordensnachwuchses. 1988 wurde in Rom das erste Priesterseminar Redemptoris Mater eröffnet, wo ausschließlich Seminaristen des Neokatechumenalen Wegs ausgebildet werden. Im Jahr 1990 wurde der Neokatechumenale Weg von der römisch-katholischen Kirche als geistliche Bewegung anerkannt und von Papst Johannes Paul II. als ein „Itinerarium katholischer Bildung, gültig für die Gesellschaft und für die gegenwärtige Zeit“ gewürdigt. Gleichwohl verboten einzelne Bischöfe, darunter Bischof Mervyn Alexander von Clifton (England), die Tätigkeit des Neokatechumenalen Weges, weil dieser separate Gottesdienste feierte und Gemeinden spaltete.
Erst 1997 wurde durch den damaligen Präfekten der Kongregation für die Glaubenslehre, Joseph Kardinal Ratzinger, eine schriftliche Fassung der Statuten verlangt, um den Neokatechumenalen Weg mittelfristig auch kirchenrechtlich anerkennen zu können. Die nach erneuter Mahnung des Vatikans 2001 ausgearbeiteten Statuten des Neokatechumenalen Wegs wurden erstmals 2002 approbiert, zunächst wie bei kirchlichen Vereinen üblich probeweise für einen Zeitraum von fünf Jahren. Mit Dekret vom 28. Oktober 2004 wurde der Weg vorzeitig zur öffentlichen juristischen Person der katholischen Kirche erklärt. Ende 2005 beurteilte die Kongregation für den Gottesdienst und die Sakramentenordnung einige der liturgischen Abweichungen nach einem längeren Überprüfungsverfahren als problematisch und verpflichtete die Führung des Neokatechumenalen Wegs zur Öffnung ihrer Messfeiern für alle Gläubigen (Art. 13.3).
In einem privaten Brief an Kiko Argüello, Carmen Hernández und Mario Pezzi, der durch Dritte an die Medien weitergeleitet wurde, ordnete der Präfekt Francis Kardinal Arinze die Änderung der kritisierten Punkte an. Einiges, wie die Verlegung des Friedensgrußes vor das Hochgebet, wurde als eine Abweichung vom römischen Messkanon uneingeschränkt erlaubt. Hinsichtlich des Empfangs der Kommunion im Sitzen und des Feierns der Heiligen Messe an einem normalen Tisch wurde ein Aufschub von zwei Jahren gewährt. Am 12. Januar 2006 forderte der Papst selbst darüber hinaus das Neokatechumenat auf, die Normen „aufmerksam zu befolgen“.

### Genehmigung der Statuten
Im April 2008 wurde bekannt, dass die Statuten nach der zeitlich beschränkten Päpstlichen Approbation von 2002 bis 2007 laut Bischof Josef Clemens deshalb „nicht in kurzer Zeit“ anerkannt wurden, weil die Eucharistiefeier immer noch nicht nach den Vorgaben der römisch-katholischen Kirche ausgerichtet sei. Die endgültige Päpstliche Approbation folgte schon einen Monat später am 11. Mai 2008, nachdem das Statut durch die Kongregation für die Glaubenslehre, die Kongregation für den Gottesdienst und die Sakramentenordnung, die Kongregation für den Klerus und die Kongregation für das Katholische Bildungswesen in Zusammenarbeit mit dem Päpstlichen Rat für die Laien geprüft worden war.
Anlässlich des 40 Jahre langen Bestandes des Neokatechumenalen Wegs in der Diözese Rom feierte Papst Benedikt XVI. am 10. Januar 2009 zusammen mit 25.000 Neokatechumenen aus der Diözese einen Gottesdienst im Petersdom und lobte dort die Früchte des Neokatechumenalen Wegs, mahnte aber auch Einheit mit der Kirche an. Am 20. Januar 2012 empfing der Papst 7.000 Repräsentanten des Wegs zur Audienz in der Aula Paul VI. (beim Vatikan gelegen), an der Spitze Kiko Argüello, Carmen Hernandez und Don Mario Pezzi.

### Feier des fünfzigjährigen Bestehens
Am 5. Mai 2018 fand in Anwesenheit von Papst Franziskus und ca. 150.000 Mitgliedern des Neokatechumenalen Wegs auf dem Gelände der Universität Tor Vergata eine Dankfeier statt. Bei dieser Gelegenheit entsandte der Papst zahlreiche Familien für 34 neu gegründete Missiones ad Gentes. Papst Franziskus erinnerte sie daran, dass der Geist Gottes „in jedem Volk zu Hause [ist und] bereits den Samen gelegt hat“, und ermutigte die Anwesenden: „Euer Charisma ist ein großes Geschenk Gottes für die Kirche unserer Zeit“.

## Ziele
Das primäre Ziel des Neokatechumenalen Wegs ist es, „die Gläubigen stufenweise zur Intimität mit Jesus Christus zu führen und sie zu aktiven Gliedern in der Kirche und zu glaubwürdigen Zeugen der Guten Nachricht des Retters zu machen“. Am Ende des Wegs wird die Osternacht zusammen mit dem jeweiligen Bischof des Bistums gefeiert und dort das Taufversprechen erneuert. Alle anderen Ziele („Etappen“) und Methoden, die zu diesen Zielen führen sollen, sind zum Großteil für Außenstehende schwer zu beurteilen, da der Neokatechumenale Weg die Anordnungen ihrer Gründer und spirituellen Führer kaum veröffentlicht und den Mitgliedern der einzelnen Gemeinschaften auferlegt ist, über Interna gegenüber Nichtmitgliedern zu schweigen, damit diese den „Weg“ unvoreingenommen gehen können. Die sogenannte Orientierung für die Katechisten-Teams, nach denen die im Neokatechumenalen Weg bedeutenden Laienkatecheten arbeiten, ist geheim, soll aber „bald“ (Stand: Anfang 2009) veröffentlicht und verlegt werden. Laut Gordon Urquhart werden „die Neokatechumenen dazu verleitet [...], sich völlig passiv und rezeptiv zu verhalten. Fragen dürfen während des Katechumenats nicht gestellt werden“.
Im Unterschied zur Glaubensunterweisung für die erwachsenen Taufbewerber, die – regional unterschiedlich – in einem überschaubaren Zeitraum zur Taufe hinführt, dauert der Neokatechumenale Weg 15 oder mehr Jahre. Ein grundsätzlicher Unterschied besteht auch darin, dass dieser Weg auch von bereits getauften Christen beschritten werden kann, was auch die Regel ist. Im Zentrum des Neokatechumenalen Wegs steht die Synthese zwischen dem Kerygma, also der Verkündigung/Unterweisung für die Katechumenen, der sich die Anhänger des Neokatechumenalen Wegs in einer speziellen und sehr langwierigen Form erneut unterziehen müssen, der Änderung des Lebenswandels und der Liturgie.
Eine wichtige Rolle spielen die Laienkatecheten (Katechisten) und Priester aus Gemeinschaften, die schon länger auf dem Neokatechumenalen Weg sind. Sie machen die neu gebildeten Gruppen durch die Lehrmethoden Argüellos mit den Lehren des Neokatechumenalen Wegs und der katholischen Kirche bekannt. Erzbischof Luis Alberto Luna Tobar schrieb 1993:

„Nach Überzeugung vieler zeichnet sich die von den Neokatechumenaten verkündete Lehre durch Lücken, doktrinäre Verzerrungen und das bewußte Weglassen theologischer Quellenangaben aus [...]. [Sie legen] einen merklichen Widerwillen gegen jede Theologie [an den Tag], die nicht europäischen Ursprungs ist. Ihre Doktrin steht nicht in Wechselwirkung mit der Kultur, mit unserer Zeit und ihren Stimmen. Das ›ruhmreiche Kreuz‹ und der ›Diener Jahwes‹ sind keine Zeichen und Ausdrucksformen der Hoffnung, sondern der Qual. Der Platz, der dem Bösen und dem Teufel eingeräumt wird, geht über jedes gesunde theologische Maß hinaus und grenzt an kindische Angstmacherei und Flucht vor der Verantwortung. Den Begriff ›Gerechtigkeit‹ hört man von den Neokatechumenaten nie. Der Glaube steht dem Karma näher als der Gnade.“

## Auftreten und Wirken
Die Anhänger des Neokatechumenalen Wegs sprechen gemäß der römisch-katholischen Lehre, dass eine Kindertaufe „naturgemäß einen Katechumenat nach der Taufe [erfordere, bei dem es] nicht nur um die erforderliche Glaubensunterweisung nach der Taufe, sondern um die notwendige Entfaltung der Taufgnade in der Entwicklung der Person des Getauften [geht]“, bewusst Erwachsene und Jugendliche an, die zwar als Kind getauft wurden, aber aus Sicht der Missionierenden ihr Leben nicht genug am Glauben ausrichten oder der Kirche und ihren Anliegen gänzlich fernstehen. Auf einer Website heißt es dazu:

„Der Schwerpunkt dieses neokatechumenalen Weges liegt, anders als bei einer Gemeindemission alten Stils, nicht auf der Vermittlung theologischer Sachinhalte (Glaubenswissen), sondern hat eine eher zeugnishafte, verkündigende Ausrichtung, er will einen inneren Prozess anstoßen und persönliche Glaubenserfahrungen ermöglichen.“

Der Neokatechumenale Weg wird in den Diözesen auf Einladung des jeweiligen Ortsbischofs tätig. Wenn der betroffene Pfarrer zustimmt, beginnt ein Katechisten-Team mit dem Aufbau von örtlichen Gruppen.

## Organisation
Der Neokatechumenale Weg ist grundsätzlich ein Instrument der römisch-katholischen Kirche, um Menschen in den christlichen Glauben einzuführen und diesen dadurch in seiner ganzen Fülle erleben zu können. Zu diesem Zweck werden geschlossene Gemeinschaften durch Glaubensverkündigungen in Pfarreien gegründet, die innerhalb von 15 bis 30 Jahren alle Phasen des Neokatechumenalen Wegs durchlaufen. Begleitet werden sie dabei von ihren jeweiligen Katechisten. In der Außenwahrnehmung ähnelt der Neokatechumenale Weg stark den geistlichen Gemeinschaften beziehungsweise römisch-katholischen Bewegungen, weswegen auch immer wieder von der Neokatechumenalen Bewegung gesprochen wird; dieser Begriff ist jedoch falsch, da das Statut des Neokatechumenalen Wegs – im Gegensatz zu Geistlichen Gemeinschaften – nur ein Minimum an Organisation vorsieht. Der Neokatechumenale Weg ist zudem keine Personenvereinigung, sondern ein Teil der römisch-katholischen Kirche; daher besitzt der Neokatechumenale Weg auch kein eigenes Vermögen.

### Katechesen
Der als Itinerarium christlicher Formation bezeichnete Bildungsweg wird durch langjährige Katechesen absolviert, deren Durchführung im Katechetischen Direktorium des Neokatechumenalen Wegs, welches am 17. Januar 2011 nach der Prüfung durch den Päpstlichen Rat für die Laien durch die zuständigen Dikasterien des Heiligen Stuhls approbiert wurde, festgeschrieben ist.
Die Katechesen selbst werden von langjährigen Mitgliedern mit Erfahrung auf dem Neokatechumenalen Weg zusammen mit einem Priester (der meist auch neokatechumenal geprägt ist) gehalten. So bildet sich in der Praxis eine Hierarchie, angefangen bei Argüello, der innerhalb des Neokatechumenats oftmals mit einem Personenkult ähnlichen Zügen verehrt wird, über die Initiatoren, den Katechisten verschiedener Ebenen, bis hin zu den Gemeinschaften im Vorkatechumenat.

### Leitung

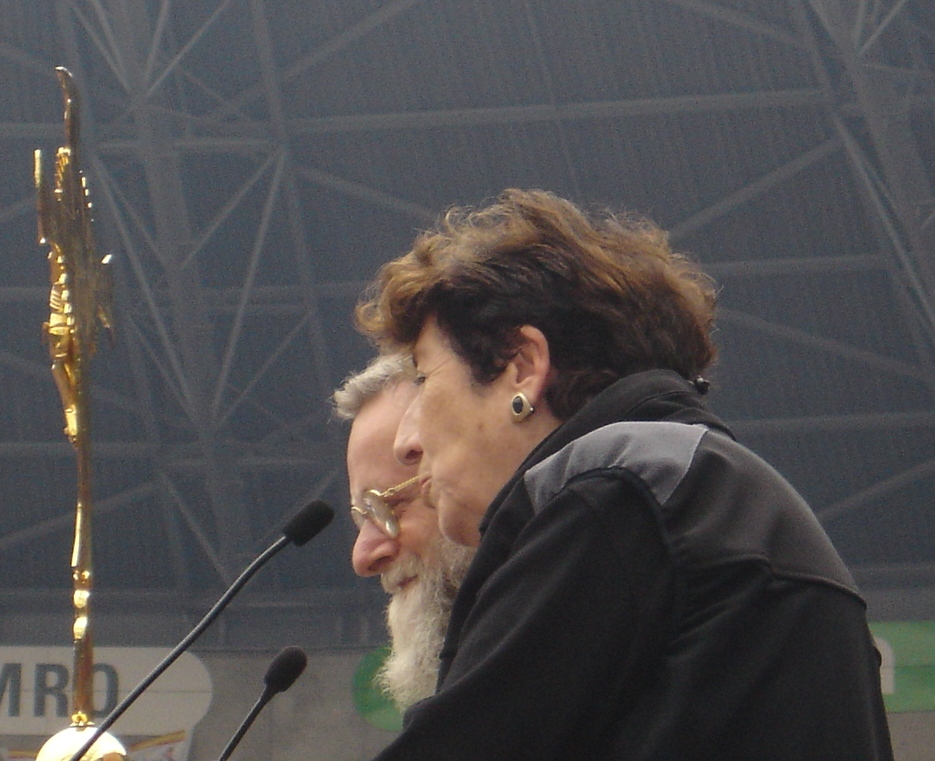
Carmen Hernández und Mario Pezzi bei einer Katechese in der Amsterdam Arena

Der Neokatechumenale Weg steht innerhalb einer Diözese unter der Jurisdiktion des Diözesanbischofs, der in dieser Funktion durch das Internationale Verantwortlichen-Team oder Stellvertreter dieses Teams unterstützt wird; das Internationale Verantwortlichen-Team besteht aus Kiko Argüello und Carmen Hernández, die auch Initiatoren genannt werden, da sie den Neokatechumenalen Weg gegründet haben, und dem Priester Mario Pezzi (seit 1992 römischer Diözesanpriester, zuvor Comboni-Missionar); alle drei sind lebenslange Mitglieder im Internationalen Verantwortlichen-Team. Für den Falle des Todes eines der Verantwortlichen wird ein neuer Verantwortlicher durch ein internationales Wahlgremium gewählt, dessen Entscheidungen der Billigung durch den Päpstlichen Rat für die Laien (bzw. dessen Nachfolgedikasterium) bedürfen. Dies wird nun nach Tod von Hernandez am 19. Juli 2016 der Fall sein.
Verantwortlicher Itinerant des Neokatechumenats für Deutschland und die Niederlande war Antonio Spandri.

### Priesterseminar Redemptoris Mater
Redemptoris Mater ist der Name verschiedener diözesaner Vollseminare, die unter der Leitung des Neokatechumenalen Wegs stehen. In ihnen finden sich Seminaristen aus den verschiedenen Teilen der Erde. Es steht der missionarische Aspekt im Vordergrund. Die Seminare Redemptoris Mater sind ebenso wie Vollseminare allgemein allein dem Diözesanbischof unterstellt, der Bau und der Betrieb der Seminare wird in der Regel durch Spenden finanziert. Das erste Seminar Redemptoris Mater wurde 1988 im Bistum Rom durch Ugo Kardinal Poletti eröffnet, seitdem entstanden mit Stand 2009 weltweit insgesamt 76 Seminare, die sich auf die Kontinente Europa, Asien, Ozeanien, Nord- und Lateinamerika sowie Afrika verteilen. In Deutschland gibt es im Erzbistum Berlin (in Berlin-Biesdorf) und im Erzbistum Köln (in Bonn-Endenich) je ein Seminar Redemptoris Mater; weitere deutschsprachige Seminare sind in Wien sowie in Lugano und Fribourg in der Schweiz.

## Phasen des Neokatechumenalen Wegs

### 1. Phase: Wiederentdeckung des Vorkatechumenats
Das sogenannte Vorkatechumenat ist die erste Phase des Neokatechumenalen Wegs; in dieser Phase soll eine Entäußerung der Person hin zur Demut das Ziel sein. In der ersten Etappe dieser Phase trifft sich eine in der Anfangskatechese entstandene Gemeinschaft wöchentlich zu einer „Wortliturgie“, wodurch mit Hilfe eines bestimmten Themas die biblische Sprache verstanden werden soll. Die erste Etappe wird durch eine Erforschung der Person (das sogenannte erste Skrutinium) abgeschlossen. In der darauffolgenden zweiten Etappe werden in den wöchentlichen „Wortliturgien“ die Heilsgeschichte des Volkes Israel zum Thema gemacht; diese Etappe hat außerdem den Zweck, sich selbst zu prüfen, ob man den Neokatechumenalen Weg weiter gehen will bzw. kann. Am Ende dieser Etappe steht das zweite Skrutinium mit der Absage an den Teufel und der gleichzeitigen Zusage, nur Gott zu dienen. Die Skrutinien sollen unter Achtung des Gewissens dem einzelnen Neokatechumenen eine Hilfestellung auf dem Weg der persönlichen Umkehr sein.

### 2. Phase: Wiederentdeckung des Katechumenats
Die zweite Phase des Neokatechumenalen Wegs hat das Ziel, durch einen geistigen Kampf mit sich selbst eine innere Einfachheit zu erlangen, um Gott und den Nächsten zu lieben. Hierbei sollen die Neokatechumenen lernen, all den Dingen abzusagen, die diesem Ziel entgegenstehen; zu Hilfe kommen ihnen dadurch neben dem Dreifuß Wort Gottes – Eucharistie – Gemeinschaft Instrumente der römisch-katholischen Kirche, die in drei Etappen gelehrt werden: Zuerst erlernen die Neokatechumenen das liturgische, persönliche und nächtliche Gebet, ihren Abschluss findet diese Etappe in der Übergabe des Stundenbuchs. Hierauf werden die wichtigsten Gestalten der Bibel in Wortliturgien und alle Psalmen in „Hausliturgien“ erforscht. Die nächste Etappe hat das Apostolische Glaubensbekenntnis zum Inhalt; in dieser Zeit gehen die Neokatechumenen zur Missionierung in Zweiergruppen innerhalb der Pfarrei von Haus zu Haus und verkündigen dort sowie in einer Feier in der Pfarreikirche ihren Glauben. Insbesondere letzteres bezeichnen Kritiker auf Grund der Tatsache, dass die Neokatechumenen dort wichtige und oft unvorteilhafte Teile ihrer Lebensgeschichte erzählen, als „öffentliche Beichte“. Die dritte und letzte Etappe besteht aus der Übergabe des Vaterunsers. Inhaltlich bestehen die Wortliturgien in dieser Zeit aus der Betrachtung der einzelnen Verse des Vaterunsers.

### 3. Phase: Wiederentdeckung der Erwählung
Mit der dritten Phase des Neokatechumenalen Wegs, der Wiederentdeckung der Erwählung, wird das Itinerarium abgeschlossen. Die Bergpredigt wird in dieser Phase in einzelnen Abschnitten studiert, danach folgt eine Erneuerung des Taufversprechens während der Feier der Osternacht unter dem Vorsitz des Ortsbischofs. Hierauf folgt eine fünfzigtägige Zeit des Feierns mit Abschluss des Wegs in Form einer gemeinsamen Pilgerfahrt der ganzen Gemeinschaft nach Israel.

## Liturgische Feiern

### Feier des Wortes
Jede Gemeinschaft des Neokatechumenalen Wegs feiert in der Regel wöchentlich eine Feier des Wortes mit normalerweise vier Lesungen zu den Themen, die der jeweiligen Etappe der Gemeinschaft entsprechen. Diese Lesungen werden von einer Gruppe aus der Gemeinschaft vorbereitet und vor der Lesung eingeleitet. Vor der Homilie des Priesters, falls einer anwesend ist, können die Neokatechumenen kurz sagen, was das verkündigte Wort ihnen in Bezug auf das eigene Leben gesagt hat.

### Eucharistie
Die Eucharistiefeier des Neokatechumenalen Wegs unterscheidet sich in einigen Punkten von der römischen Messe: Sie wird in der Regel nach der ersten Vesper des Sonntags, also am Samstagabend, gefeiert, ist aber Teil der Pastoral der Pfarrei und steht daher auch anderen Gläubigen offen. Ebenso gibt es liturgische Unterschiede, von denen einige jedoch nach der Approbation der Statuten an die römische Messe angepasst wurden. Einige der noch bestehenden Unterschiede sind: Die beiden Sonntagslesungen und das Evangelium werden von einem „Vorbereitungsteam“ vorbereitet und in der Liturgie eingeleitet. Vor der Homilie des vorsitzenden Priesters werden die Teilnehmer dazu eingeladen, eine „Erfahrung“ zu geben; das heißt, falls sich jemand durch die Lesungen angesprochen fühlt oder seine aktuelle Lebenssituation in dem Wort wiederfindet, so ist er eingeladen, diese mit der Gemeinschaft zu teilen. Bereits nach den Lesungen gibt man sich den Friedensgruß, der nicht ein Händeschütteln, sondern ein Wangenkuss ist. Dadurch dass jede Gemeinschaft separat feiert und somit auf verschiedene Pfarrräume ausweichen muss, wird die Wandlung meist nicht auf einem geweihten und feststehenden Altar vollzogen. Die Kommunion teilt man stets in beiderlei Gestalt aus, als Hostie verwendet man große selbstgebackene Matzen aus Weizenmehl und Wasser, die den Mahlcharakter betonen sollen und die der Priester nach der Anzahl der Kommunikanten dann teilt und später austeilt; die Kommunion empfängt man stehend am eigenen Platz.

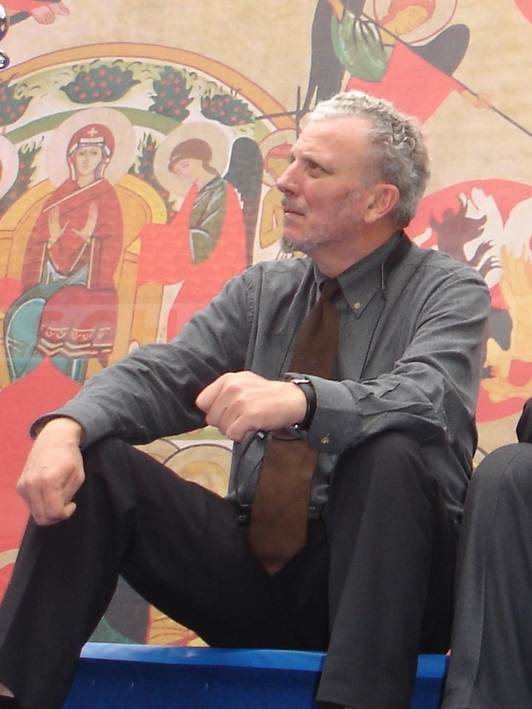
Kiko Argüello

Da das Neokatechumenat den Weg seiner einzelnen kleinen Gemeinschaften als in sich geschlossenen Prozess betrachtet, bei dem die Liturgie im Zentrum steht, bedeutet dies für die liturgische Praxis, dass die Gruppen bei der Eucharistiefeier unter sich bleiben. In einem Interview erklärt Argüello 1997 dazu: „Wir halten keine Liturgie hinter verschlossenen Türen. Es handelt sich nur darum, dass wir einen Weg haben: Geht man zur Universität, so weiß man, dass es ein erstes, ein zweites und ein drittes Semester gibt, und so weiter.“ Nach Auffassung des Neokatechumenats kann man an seiner liturgischen Praxis nur fruchtbringend teilhaben ohne überfordert zu werden, wenn man die entsprechenden auf einander aufbauenden Stufen des Wegs durchlaufen hat. Für außenstehende Katholiken sei die Eucharistiefeier des Neokatechumenats demnach nicht gedacht. Hierzu tragen auch die Abweichungen vom gewohnten Messkanon und ebenso die Verwendung eigener, zumeist von Argüello vertonter Lieder aus Psalmen und Textstellen der gesamten Bibel bei.

### Andere Gottesdienste
In regelmäßigen Abständen feiert die neokatechumenale Gemeinschaft Bußliturgien mit Beichte bei einem Priester außerhalb des Beichtstuhls. Auf dem Neokatechumenalen Weg werden die Neokatechumenen darüber hinaus langsam auf die Gebete der römisch-katholischen Kirche hingeführt, so werden beispielsweise Eltern ab einer bestimmten Etappe angewiesen, jeden Sonntag den Glauben an die Kinder durch das gemeinsame Beten der Laudes zu übergeben.

## Ausbreitung
Der Neokatechumenale Weg hat sich seit der Gründung in der ganzen Welt verbreitet und zählt nach eigenen Angaben heute in 5.500 Pfarreien in über 900 Diözesen 20.000 Gemeinschaften. Auf dem Neokatechumenalen Weg befanden sich 2007 3.000 Priester und 5.000 Ordensfrauen. Vom Neokatechumenat wurden an die 100 neue Priesterseminare in der ganzen Welt gegründet (Stand 2013). Im deutschen Sprachraum finden sie sich in Berlin, Bonn und bei Wien. Diese werden Redemptoris Mater (lateinisch für „Mutter des Erlösers“) genannt und sind Eigentum der jeweiligen Diözese oder des Bischofs selbst. 
In Deutschland wurde die Ausbreitung des Neokatechumenalen Wegs seit den 1980er Jahren besonders aktiv durch die Kardinäle Paul Josef Cordes (Rom) und Joachim Meisner (Köln) betrieben und gefördert.

## Mission

### Katechisten
Die Mission in Pfarreien findet im Normalfall durch ortsansässige Katechisten-Teams statt; diese bestehen aus einigen Laien (meist Ehepaare) sowie einem Priester. Sie führen – falls vom Pfarrer gewünscht – die Anfangskatechesen durch, woraus sich eine Gemeinschaft bilden kann. Diese betreuen sie weiterhin und kehren etwa einmal jährlich zurück, um die Gemeinschaft bei ihren Übergängen in die neuen Etappen sowie bei der Durchführung der neuen Etappen zu begleiten. Die Katechisten entscheiden hierbei über die Eignung des einzelnen Neokatechumenen, in eine neue Etappe voranzuschreiten, haben aber laut den Statuten „höchsten Respekt der sittlichen Aspekte des inneren Bereichs der Neokatechumenen zu wahren“.

### Itineranten
Auf Gemeinschaftstagen für Katechisten werden diese gefragt, ob sie bereit wären, als Itineranten in die Welt ausgesandt zu werden, um dort zu verkündigen. Die Katechisten, die sich bereit erklären, werden später zu sogenannten Teams von Itineranten-Katechisten zusammengestellt, die in der Regel aus einem Priester, einer Familie und einem unverheirateten Mann oder einem Priester, einem unverheirateten Mann und einer unverheirateten Frau bestehen. Diese Mission kann jederzeit unter- oder abgebrochen werden.

### Familien in Mission
Um die Durchführung des Neokatechumenalen Wegs in einer Pfarrei zu unterstützen, können Bischöfe anfragen, ob sich Familien des Neokatechumenalen Wegs finden, die sich in einer entchristlichten Gegend niederlassen und sich dort eine neue Existenz aufbauen. Familien können frei entscheiden, ob sie diesen Weg gehen wollen, und sie können diese Entscheidung auch jederzeit rückgängig machen. Die missionarische Tätigkeit der Familien spielte und spielt weiterhin bei der weltweiten Verbreitung des Neokatechumenalen Wegs eine entscheidende Rolle; 2009 gab es rund 700 Familien in Mission. Eine Sonderform ist die sogenannte Missio ad gentes, bei der drei oder vier Familien zusammen mit Priestern in traditionell unchristliche Gegenden mit großteils fehlender Pfarreistruktur wie zum Beispiel nach Ostdeutschland oder nach China geschickt werden; Anfang 2009 gab es 22 Missiones ad Gentes. Darüber hinaus stützen 700 Wandermissionare die Mission.

## Bewertung des Neokatechumenalen Wegs innerhalb der Kirche

### Unterstützung und Ermahnung durch Päpste
Der Neokatechumenale Weg fand seit seiner Gründung das Wohlwollen der Päpste. Bereits Papst Paul VI. war der Neokatechumenale Weg bekannt, nach seinem persönlichen Namensvorschlag wurde der Neokatechumenale Weg benannt. Außerdem verwirklicht das Neokatechumenat laut dem eigenen Statut die 1975 von Papst Paul VI. in Evangelii nuntiandi Nr. 44 geforderte katechetische Unterweisung für getaufte Christen. Papst Johannes Paul II. hat „wiederholt und auf verschiedene Weise die Fülle der Früchte eines dem Evangelium gemäßen Radikalismus und eines außerordentlichen missionarischen Schwungs unterstrichen, die der Neokatechumenale Weg ins Leben der Gläubigen, in die Familien, in die Pfarrgemeinde bringt, sowie den Reichtum der Berufungen zum Priester- und Ordensleben, die aus ihm hervorgegangen sind“. Papst Benedikt XVI. stand dem Neokatechumenalen Weg ebenfalls positiv gegenüber.
Noch als Präfekt der Glaubenskongregation setzte sich Papst Benedikt XVI. persönlich für die Ausbreitung des Neokatechumenats ein und unterstützte dabei auch die neokatechumenalen Itineranten. Das ist die offizielle Bezeichnung der Erstkatechisten des Neokatechumenats, die innerhalb einer bestimmten Region, wie etwa Deutschland, die ersten Glaubensverkündigungen durchgeführt haben und für alle Gemeinschaften verantwortlich sind. Als Kardinal feierte er auch mehrmals Eucharistie mit Neokatechumenalen Gemeinschaften in Rom. Wiederholt ermahnte Papst Benedikt XVI. aber auch das Neokatechumenat zu Gehorsam gegenüber den Ortsbischöfen.
Papst Franziskus ermahnte außerdem die Gemeinschaft zur Einigkeit und Demut: „Die Gemeinschaft ist essentiell. Der Feind Gottes und der Menschen, der Teufel, kann nicht gegen das Evangelium, gegen die bescheidene Kraft des Gebetes und der Sakramente angehen. Doch er kann der Kirche sehr weh tun, indem er unsere Menschlichkeit in Versuchung führt. Er provoziert Hochmut, das Urteilen über andere, Abschottung, Trennungen. Er selbst ist der ,Trenner‘ und beginnt oft damit, uns glauben zu lassen, dass wir gut seien, vielleicht besser als die anderen: so hat er den Boden bereitet, um Zwietracht zu säen. Das ist die Versuchung aller Glaubensgemeinschaften und kann sich auch in den schönsten Charismen der Kirche einnisten.“

### Bewertung durch Bischöfe

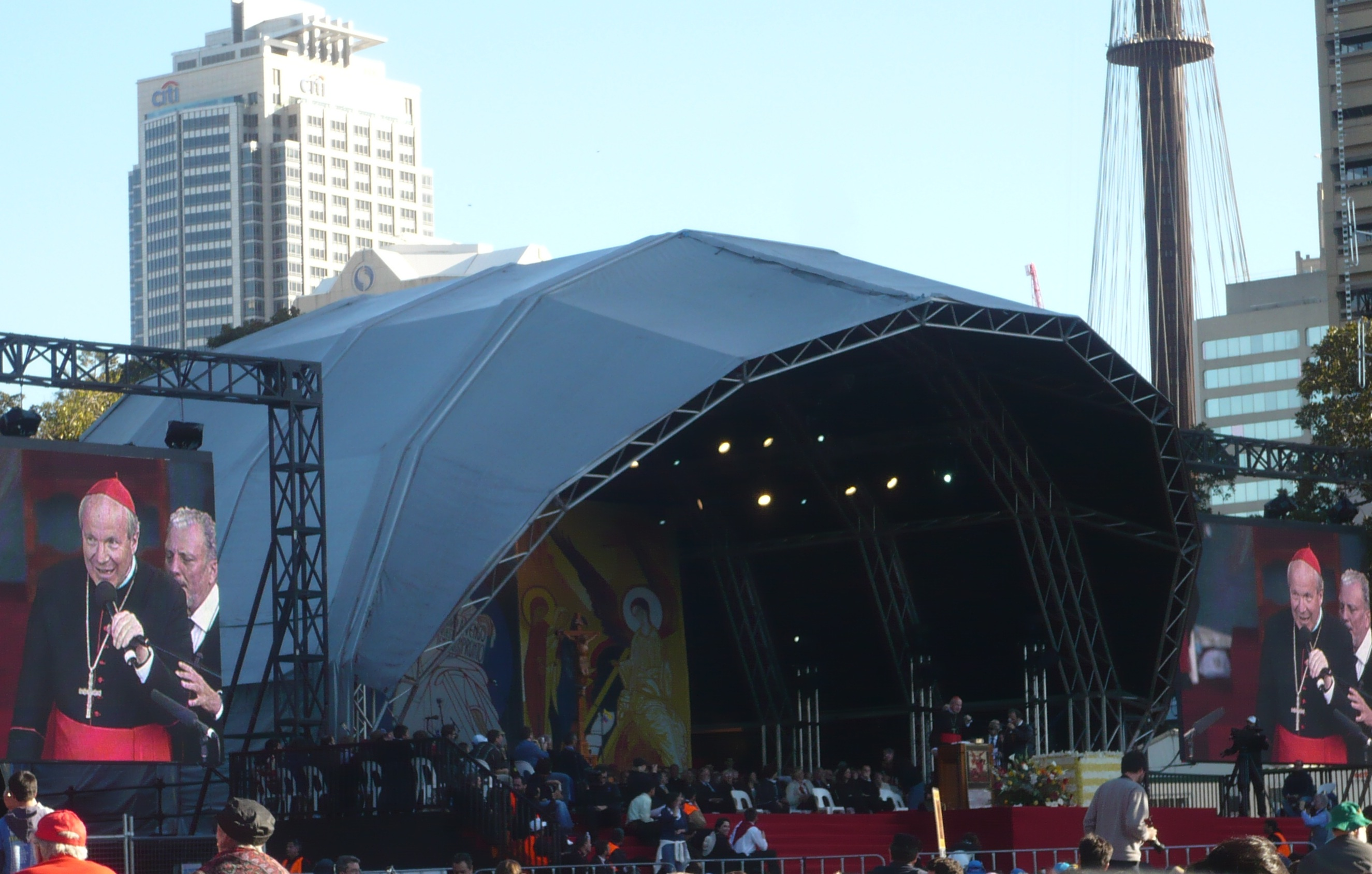
Christoph Kardinal Schönborn während eines Berufungstreffens des Neokatechumenalen Wegs am Weltjugendtag 2008

#### Unterstützung

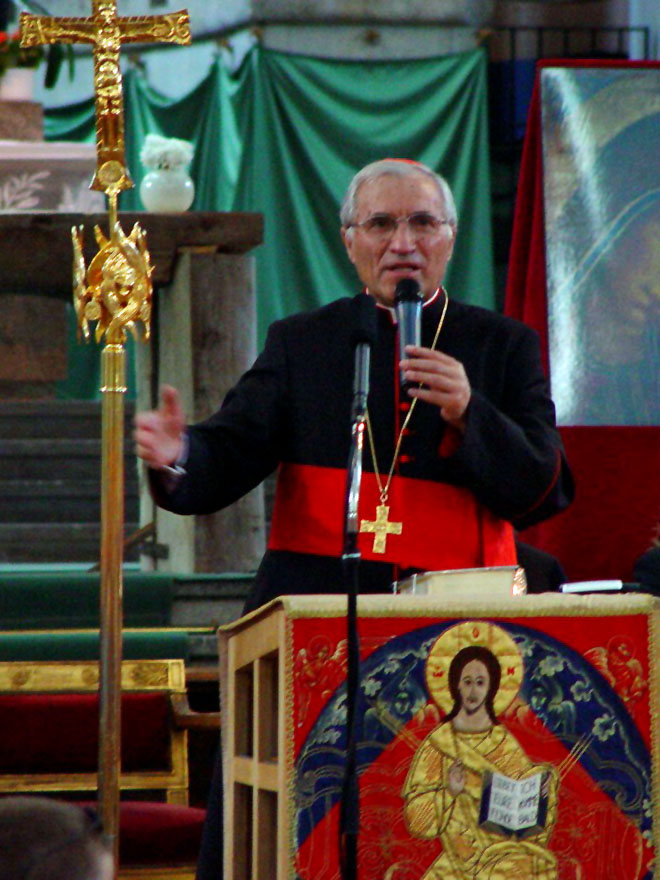
Antonio Maria Kardinal Rouco Varela bei einer Katechese des Neokatechumenalen Wegs in St. Maximilian (München) während des Papstbesuchs in Bayern 2006

Mehrere Bischöfe stehen dem Neokatechumenat positiv gegenüber. Zu prominenten bischöflichen Fürsprechern des Neokatechumenalen Wegs gehören Kurienkardinal Paul Josef Cordes, ehemaliger Sekretär des Päpstlichen Rates für die Laien, persönlicher Verbindungsmann von Papst Johannes Paul II. zum Neokatechumenalen Weg und ehemaliger Präsident des Päpstlichen Rates Cor Unum, Antonio Maria Kardinal Rouco Varela, der Erzbischof von Madrid, der frühere Kölner Erzbischof Joachim Kardinal Meisner sowie Erzbischof Christoph Kardinal Schönborn, der den Neokatechumenalen Weg als „Geschenk Gottes“ bezeichnet hat. Erzbischof Joseph Kardinal Zen Ze-kiun bat die Priester seines Bistums Hongkong, „besonders dem ‚Neokatechumenalen Weg‘ freundlich zu begegnen“.
Bei einem Treffen von neun Kardinälen und 160 Bischöfen, darunter Christoph Schönborn und als Vertreter des Papstes Paul Josef Cordes und Stanisław Ryłko, in der Domus Galilaeae in Israel wurde 2008 eine Erklärung veröffentlicht, die besagt, dass der Neokatechumenale Weg „ein wertvoller Beitrag für die Evangelisierung Europas“ sei:

„Wir Bischöfe erkennen dankbar, das unter den vielen Gnaden, die der Heilige Geist der Kirche in unserer Zeit gewährt hat, der Neokatechumenale Weg mit seinem Programm der christlichen Schulung ein starkes Charisma ist, dass den missionarischen Geist stärkt, der aus der Erneuerung durch die Taufe geboren wird und eine Antwort auf die dramatische Situation der Entchristlichung Europas bildet. [...] Wir erklären, dass die Zukunft des Neokatechumenalen Weges zum großen Teil von der väterlichen Liebe abhängt, mit der wir Bischöfe dieses Charisma aufnehmen, und wie eng wir die Priesterseminare Redemptoris Mater begleiten und die wertvollen Familien der neokatechumenalen Gemeinschaften ermutigen und sie noch mehr in die Ortskirchen integrieren.“

#### Kritik
Auch in höheren Ämtern der Kirche findet man Kritiker des Neokatechumenats. Der verstorbene Berliner Erzbischof Georg Kardinal Sterzinsky, der ein neokatechumenales Priesterseminar eröffnet hat, wird mit folgenden Worten zitiert: „Ich mache da nur mit, damit ich auch eingreifen oder mitsprechen kann: dass es nicht einen Wildwuchs gibt“; er sagte jedoch auch 1993, dass er „hoffe, daß sich diese Neokatechumenalen Gemeinschaften in vielen unserer Gemeinden bilden, um auf eine ganzheitliche Weise von der Fülle des Mysteriums Christi Zeugnis abzulegen“.
Am 25. Februar 2007 schrieben der Lateinische Patriarch von Jerusalem, Michel Sabbah, und andere römisch-katholische Bischöfe Israels einen gemeinsamen Brief an das Neokatechumenat, in dem sie die Schwierigkeiten der Integration des Wegs in die Gemeinden und Diözesen beklagen. Neben den Separatismus-Vorwürfen, die in manchen Punkten gegen Vorschriften verstoßende Liturgie beschweren sie sich außerdem darüber, dass das Neokatechumenat sich nicht genügend der Kultur und Sprache des Landes anpasse, in dem er wirke. Gleichzeitig bedanken sich die Bischöfe aber auch hinsichtlich der Präsenz des Wegs in ihren Diözesen.

### Inhaltliche Kritik

#### Bezüglich der Liturgie und Sakramentenpastoral
Papst Benedikt XVI. ließ die liturgischen Sonderformen des Neokatechumenats untersuchen und approbierte diese nach einigen Anpassungen. Kritisiert wird auch die Beichtpraxis im Neokatechumenat, da für die Mitglieder der Gemeinschaft offensichtlich ist, ob und wann jemand zur Beichte geht. Außerdem wird in einem Visitationsbericht der Diözese Linz kritisiert, dass in einer Pfarrei der Diözese von Mitgliedern der Gemeinschaft in einer Art Ritual ein vom Gründer der Gemeinschaft Kiko gestalteter Ambo umarmt und geküsst worden ist.

#### Bezüglich Seelsorge und Kindeswohl
Im Frühjahr 2012 wurde durch Franz Handlechner, den Dechant des Bistums Linz, eine offizielle Visitation in der Pfarrei Herz-Jesu in der Diözese Linz durchgeführt. Der Bericht der Visitation belastet das Neokatechumenat schwer. Insbesondere wird den Führern des Neokatechumenats „eine Seelsorge des Verärgerns, Vertreibens und Verletzens“ vorgeworfen, bei der „Erwachsene, psychisch gefestigte Personen in Vieraugengesprächen mit dem Pfarradministrator durch Grenzüberschreitungen zur Verzweiflung gebracht“ worden seien. Außerdem wird beklagt, dass im Rahmen der Gemeinschaft Kinder eingeschüchtert und verstört werden, beispielsweise indem die Beichte verpflichtend ist und Kindern eingeredet wird, dass ihnen quasi der Teufel auf der Schulter sitze.

#### Kritik bezüglich der Offenheit und Vorwurf der Spaltung von Pfarrgemeinden
Besonders wird die mangelnde Offenheit des Neokatechumenalen Wegs kritisiert, weil sie – bis auf die Statuten – kaum eigene Schriften publiziert. Laien beklagen die Spaltung der örtlichen Pfarrgemeinden, wenn ein Teil der Gläubigen in das Neokatechumenat eintritt bzw. sich von extern eine Gruppe des Neokatechumenats in einer Pfarrei ansiedelt. Auch wenn der Neokatechumenale Weg seinen Statuten nach darauf abzielt, „[bei den Neokatechumenen] ein reifes Bewusstsein der Zugehörigkeit zur Pfarrei zu fördern und Beziehungen tiefer Communio und Zusammenarbeit mit allen Gläubigen und anderen Komponenten der Pfarrgemeinde zu erwecken“ und trotz einigen internen Aufrufen, an der regulären Sonntagsmesse teilzunehmen, werden von den Mitgliedern der Gemeinschaft in der Praxis oftmals nicht die Gemeindemessen, sondern nur die eigenen Gottesdienste besucht. Johannes Krautkrämer, Pfarrvikar in der Kölner Südstadt, wirft dem Neokatechumenat darüber hinaus vor, viele Gläubige aus den Pfarreien zu vertreiben: „Egal wo die Neokatechumenen hinkommen: Sie spalten die Gemeinden und vertreiben andere Gläubige“. Dominik Schwaderlapp, Weihbischof im Erzbistum Köln, sieht ebenfalls Probleme mit dem Neokatechumenat, zugleich aber auch ein Bemühen „in die Diözese hineinzukommen, sich zu akklimatisieren und zu inkulturieren“. Ähnliche Probleme wie in Köln werden auch aus anderen Diözesen berichtet. Von ernsthaften innerkirchlichen Problemen mit dem Neokatechumenat wird aus Israel, England, den Philippinen und Japan berichtet.

### Probleme des Neokatechumenalen Wegs in Japan
Im Dezember 2007 besuchte eine Delegation japanischer Bischöfe unter der Leitung des indischen Kardinals Ivan Dias den Papst in Rom; hier ging der Erzbischof von Tokio und Vorsitzende der japanischen Bischofskonferenz, Peter Takeo Okada, auf die Situation des Neokatechumenalen Wegs in Japan ein und klagte über „ernste Probleme“ mit dem Neokatechumenalen Weg und dessen 1990 eröffnetem Priesterseminar Redemptoris Mater. Man beschrieb, dass Mitglieder des Neokatechumenalen Wegs sektenähnliche Strukturen aufgebaut hätten, die zu Konfrontationen geführt und Spaltungen verursacht haben, was scharfe Auseinandersetzungen und schmerzhafte Trennungen in der japanischen Ortskirche zur Folge gehabt habe. Die Bischöfe forderten ein unmittelbares Einschreiten des Papstes. Sie hatten zu diesem Thema auch Privataudienzen beim Heiligen Vater. Jedoch sprach der Papst das Problem bei der abschließenden offiziellen Verabschiedung nicht an. Im April 2008 besuchte erneut eine Delegation japanischer Bischöfe den Papst, die dieses Mal durch Takeo Okada persönlich angeführt wurde. Im Ergebnis wurde zunächst verabredet, das Priesterseminar zu schließen; später revidierte Papst Benedikt XVI. diese Maßnahme und entschied, das Seminar Redemptoris Mater in ein Priesterseminar päpstlichen Rechts umzuwandeln und damit dem Einfluss der Bischöfe zu entziehen und direkt der Jurisdiktion des Heiligen Stuhls zu unterstellen. Aufgrund anhaltender Probleme bat die japanische Bischofskonferenz Papst Benedikt XVI. im Dezember 2010, die Neokatechumenale Gemeinschaft für fünf Jahre zu suspendieren, was der Papst ablehnte. Daraufhin gab es weitere Beschwerden japanischer Bischöfe, als deren Wortführer der Erzbischof von Osaka Leo Jun Ikenaga auftrat.
Laut Aussage des Erzbischofs Okada ist besonders die Intoleranz des seit 1970 in Japan vertretenen Neokatechumenalen Wegs gegenüber der japanischen Kultur ein großes Problem, was der Papst verstanden habe; allerdings habe es trotzdem noch einen großen Unterschied in der Gesamtbewertung des Neokatechumenalen Wegs durch die japanischen Bischöfe und durch Papst Benedikt XVI. gegeben.

### Soziale Distanzierung von Aussteigern
Dem Neokatechumenat wird vorgeworfen, dass seine Mitglieder oft den Kontakt zu Aussteigern meiden. Häufig besteht ein Großteil der sozialen Kontakte der Mitglieder der Gemeinschaften aus anderen Mitgliedern der Gemeinschaft. Oft bestehen nur wenige Kontakte zur Außenwelt. Nach einem Austritt ist es gängige Praxis, dass alle Kontakte zu Aussteigern, inklusive des Kontaktes zur eigenen Familie, reduziert werden. Diese Praxis wurde auch von Papst Franziskus kritisiert.

## Dialog mit dem Judentum
Schon seit seinen Anfängen war es ein Anliegen des Neokatechumenalen Wegs, die jüdischen Wurzeln des christlichen Glaubens zu betonen. Unter Berufung auf das Zweite Vatikanische Konzil und dessen Betonung des Pascha-Mysteriums Christi nimmt etwa die heilsökonomische Verbindung zwischen dem jüdischen Pessach und der Eucharistiefeier einen breiten Raum in der Verkündigung ein.
Papst Johannes Paul II. weihte bei seinem Besuch in Israel im Jahr 2000 das internationale Zentrum des Neokatechumenalen Wegs Domus Galilaeae am See Genezareth ein, das als Stätte des christlich-jüdischen Dialogs dient. Dort fanden in den Jahren 2015 und 2017 Treffen zwischen hochrangigen Vertretern der katholischen Kirche und des Judentums statt, bei der von jüdischer Seite unter anderem die Rabbiner David Rosen vom American Jewish Committee und Ronald Lauder vom Jüdischen Weltkongress teilgenommen hatten.
Zu einem wesentlichen Bestandteil des Dialogs mit dem Judentum vonseiten des Neokatechumenalen Wegs gehört auch Kiko Argüellos Symphonie Das Leiden der Unschuldigen – Eine Symphonie im Gedenken an die Schoah, welche unter anderem in Jerusalem, New York City, der Vatikanstadt und in Auschwitz zu hören war. In seiner Würdigung der Symphonie, die am 10. Juni 2018 auch in der Berliner Philharmonie aufgeführt wurde, anerkannte der Potsdamer Rabbiner Walter Homolka, Vorsitzender der Union progressiver Juden in Deutschland, den besondere Einsatz des Neokatechumenalen Wegs im Dialog mit dem Judentum und dessen Anerkennung der Juden als „Väter im Glauben“. Rabbi Jehoshua Ahrens sagte in einem Grußwort, der Neokatechumenale Weg führe „einen Dialog mit dem Judentum auf Augenhöhe“.